# Risto Mustonen
Risto Mustonen (ur. 28 kwietnia 1875 w Pielisjärvi, zm. 3 marca 1941\w Helsinkach) – zapaśnik reprezentujący Finlandię. Olimpijczyk ze Sztokholmu 1912, gdzie zajął 24. miejsce w wadze piórkowej.
Brązowy medalista mistrzostw świata w 1921 roku.

## Letnie Igrzyska Olimpijskie 1912
| Konkurencja           | Rundy eliminacyjne    | Rundy eliminacyjne       | Klas. końcowa |
| Konkurencja           | Przeciwnik I          | Przeciwnik II            | Miejsce       |
| --------------------- | --------------------- | ------------------------ | ------------- |
| 60 kg styl klasyczny. | Verner Hetmar (DEN) P | Georg Gerstäcker (GER) P | 24.           |